# Ключи (Новосибирская область)
Ключи — посёлок в Новосибирском районе Новосибирской области России. Входит в состав Барышевского сельсовета.

## География
Площадь посёлка — 1 гектар.

## Население
| 2002 | 2007 | 2010 |
| ---- | ---- | ---- |
| 4    | ↗6   | ↗10  |

## Инфраструктура
В посёлке по данным на 2007 год отсутствует социальная инфраструктура.